# (18142) Adamsidman
(18142) Adamsidman (2000 OG47) – planetoida z pasa głównego asteroid okrążająca Słońce w ciągu 3,33 lat w średniej odległości 2,23 j.a. Odkryta 31 lipca 2000 roku.